# Дурні жінки
«Дурні жінки» (англ. A Woman's Fool) — американський комедійний вестерн режисера Джона Форда 1918 року.

## У ролях
- Гаррі Кері — Лін Маклін
- Бетті Шод — Кеті Ласк
- Моллі Мелоун — Джессамін Бакнер
- Міллард К. Вілсон — житель
- Ед Джонс — «Гані» Віггін
- Вестер Пегг — Томмі Ласк
- Вільям А. Керролл — Ласк
- Рей Кларк — Біллі
- Сем Де Грасс — незначна роль